# Крижари
Крижари су били скуп проусташких група које су преостале након разбијања оружаних снага НДХ, а које су још неко време изоловано деловале од 1945. до 1950. године. На подручју Херцеговине, неке крижарске групе носиле су назив Шкрипари. Имали су преко 2.000 припадника, а њихов вођа је био Вјекослав Макс Лубурић. Изненадним нападима на слабије снаге југословенске народне милиције и Југословенске армије, као и диверзијама, на простору НР Хрватске и НР Босне и Херцеговине, покушавали су да постигну рушење уставног поретка ФНР Југославије и изврше обнову Независне Државе Хрватске.
Крижари у Хрватској су били махом војници, подофицири и официри поражених Хрватских оружаних снага НДХ, већином усташе, а много мање домобрани или Хрвати припадници легионарских јединица Вермахта, али и чланови усташког покрета изван војних јединица. Након пораза и краја Другог светског рата организовали су герилске групе. На својим капама су носили беле платнене крстиће, уместо некадашњег усташких и домобранских ознака.
Крижари нису били верски покрет. Вера им је била само спољно обележје којом су позивали на борбу против „безбожних“ комуниста. Изједначавајући веру с нацијом и позивањем на припадност Католичкој цркви истицали су своје хрватство. Наступали су у име Католичке цркве која их је тајно подржавала, а јавности говорећи супротно (Бискуп Јосип Шарић и кардинал Алојзије Степинац активно су учествовали с емиграцијом). Једна од особа са којом је Степинац контактирао био је Ерих Лисак, последњи шеф полиције, који се вратио у земљу након што је побегао са Павелићем. Лисак је 19. септембра ступио у контакт са Степинцем како би се распитао о стању у земљи, али је убрзо ухапшен и изведен на суд, заједно са Степинцем, и осуђен је на смрт.
Упркос називу Крижари, у тој герилској војсци био је и велик број муслимана; заповедник Крижара у околини Сарајева био је Хасан Бибер. Инсистирали су на усташкој тези да је Народноослободилачки партизански покрет у ствари српски покрет предвођен комунистима, дакле неверницима и противницима Хрватске. Чињеница да су и Хрвати масовно суделовали у НОВ и ПОЈ у томе их није поколебала.
Један од вођа Крижара током 1945. био је Вјекослав Лубурић, бивши генерал Оружаних снага НДХ, а сматрало се и да је Рафаел Бобан, такође некадашњи високи усташки официр, један од вођа. Активности крижара биле су готово идентичне начину борбе југословенских партизана током 1941: изненадни напади на мале непријатељске снаге, уништавање саобраћајница и средстава комуникације, те политичка промоција међу народом.
Комунистичка власт путем Озне и Удбе немилосрдно се обрачунавала с крижарима, јер су били претња опстанку Нове Југославије.

## Активности
Летом 1945. године, након потпуног разбијања, крижари су почели да се организују, повезују и формирају упоришта. Главна снага крижара налазила се у јужној Далмацији, али је било јаког присуства и у Банији, у подручјима око Карловца, у Лици и у северној Далмацији. Крижари су изводили акције великог обима у тим подручјима.
Тактике крижара укључивале су атентате на југословенске комунистичке званичнике, чланове Комунистичке партије и југословенске војнике; разоружавање југословенских војника и полиције; пљачкање присталица комунистичке власти, нападе на задруге, уништавање државне имовине и ометање саобраћаја и остали терористички актови.
Нова комунистичка власт у Југославији почела је да се фокусира на крижаре у јулу 1945. године. Плашили су се могућности да би ова група могла довести до повратка „60.000 усташа који чекају од Венеције до Трста“. Југословенска влада је прогласила амнестију у августу и септембру 1945. Велики број крижара је одговорио. Ова амнестија је проширена на све осим на усташе, припаднике Козачког коњичког корпуса, присталице Димитрија Љотића (љотићевци), официре НДХ који су командовали јединицама величине батаљона или већим, доушнике, припаднике Културбунда и све оне који су побегли из Југославије.
Насилне методе су имале приоритет. Формирање потерних одељења је било уобичајено, блокирали би терен ради постављања заседа. Југословенски Одељење за заштиту народа (ОЗНА) је инсталирала посебне групе обучене као крижари и агенте у крижарке јединице. Убањени чланови ОЗНА доводили би крижарке групе са својим групама (другим убањеним ОЗНА групама). Крижарима је нудила амнестија ако би помогли у откривању, хватању и убијању својих сабораца. Према различитим сведочењима, та обећања нису испуњена. У 1946. и 1947. години, ОЗНА је почела да делује у сарадњи са локалним становништвом. Многи крижари су погубљени без суђења као пример другима. Они који су били суђени добили су дуге казне затвора, док су вође крижарких група кажњавани смрћу. Најдраматичнија осуда је била депортација породица неких крижара и њихових симпатизера, па чак и целих села. Места на која их је ОЗНА преселила била су углавном острва Јадрана. Чланови породица крижара такође су затварани у затворе или логоре.
Координисане активности ОЗНА, КНОЈ-а и ЈНА током зиме 1945/46 уништиле су велики број крижара који су укључивали бегунце из затвора и логора. У 1946. години крижари су ојачали у северној Хрватској, док је на југу њихова моћ опадала. Југословенске власти су биле растрзане између жеље да елиминишу крижаре и одбијања да признају да су били приморани да их узму озбиљно. У штампи и на радију крижари су готово никада нису помињани. Помињани су само током суђења крижарима или током суђења Алојзију Степинцу. У марту 1946. ухапшен је вођа четника, Дража Михаиловић. У јулу исте године, председник Владе Народне Републике Хрватске, Владимир Бакарић је изјавио да ће герилци бити уништени за месец дана ако крижарима не помогну Аустрија и Италија.
Током 1946. године крижари су извели неколико већих напада. Један се одиграо на планини Велебит где је убијено 10 војника ЈНА. Тај напад се сматра најуспешнијим нападом крижара. Насупрот томе, 840 крижара је убијено током те године, а само 540 је остало активно у Хрватској.
Југословенска влада је уложила велике напоре у обнову стамбених зграда и комуникација. Организације Комунистичке партије, задужене за спречавање ширења дефетизма и деморализације, и даље су извештавале о сукобима између Хрвата и Срба. Комунисти су били забринути због малог броја Хрвата у Комунистичкој партији. Током прве три године своје власти, Комунистичка партија је елиминисала сву могућу опозицију, а вође својих противника је затварала.
До 1947. године, готово све крижарке групе су уништене, а 836 крижара је убијено или ухваћено. Те године крижари су убили 38 особа, од чега 5 војника, и ранили 14 особа, од чега 2 војника. Рекрутовање крижара било је између 10 и 15. Око 2.000 најактивнијих сарадника крижара је ухапшено. Усташе у емиграцији у Аустрији и Италији шириле су преувеличане извештаје о броју и активностима крижара. Стање у Хрватској средином 1947. године описано је у извештајима усташких официра Љубе Милоша и Анте Врбана. Они су илегално ушли у Југославију из Аустрије са намером да уједине крижарке групе. Извештавали су о „огромној подршци становништва и да ће Хрватска и хрватска емиграција ускоро постати одвојени светови ако се ништа не предузме“. Међутим, УДБА је убрзо ухватила и Врбана и Милоша и искористила их у операцији Гвардијан како би вратиле високе официре и политичаре у земљу слањем лажних информација, ради хапшења.
Почетком јула 1948. у југословенским документима није се више помињала ниједна герилска група. Информација да и даље постоји 67 герилаца игнорисана је, јер је већина њих била неактивна. У једном документу је наведено да је 1948. године 243 крижара убијено, ухваћено или се предало. Без подршке народа, крижари су били деморалисани и предавали су се. Преживели су се окренули криминалу. Комунистички лидери су наставили да изједначавају ХСС и католичко свештенство са крижарима. Британски амбасадор је у фебруару 1950. године известио да је број герилаца пао на неколико стотина.
Иако је 1952. покушано оснивање нове крижарке групе код Нашица, било је јасно да је њихово постојање као активног покрета при крају. Преостали крижари су се или предали или отишли у илегалу, а неки су остали скривени све до средине 1960-их. Са крајем крижара, нестао је и последњи знак оружаног усташког отпора комунизму у Хрватској.
Вођа крижара био је бивши хрватски генерал Вјекослав Лубурић, а могуће и Рафаел Бобан, за ког се прича да се борио са крижарима до 1947. године, када је погинуо.